# Leptothorax
Leptothorax (лат.) — род мелких по размеру муравьёв трибы Formicoxenini из подсемейства Myrmicinae. Около 30 видов.

## Распространение
Всемирное, главным образом Голарктика. В России 6 видов: Leptothorax acervorum (Fabricius, 1793), Leptothorax kutteri Buschinger, 1966, Leptothorax muscorum (Nylander, 1846), Leptothorax oceanicus (Kuznetsov-Ugamsky, 1928) и Leptothorax scamni Ruzsky, 1905 и Leptothorax gredleri Mayr, 1855 (Карачаево-Черкесская республика, Кабардино-Балкарская республика).

## Описание
Мелкие муравьи (1—3 мм) жёлтого, рыжего и бурого цвета. Гнёзда в подстилке, в упавших ветках, пнях, в желудях, под камнями. Семьи малочисленные из нескольких десятков особей. Известно несколько социальных паразитов, ранее выделяемых в род Doronomyrmex Kutter, 1945.

## Систематика
Род относится к трибе Formicoxenini (Myrmicinae). Около 30 видов. В широкой трактовке включал род Temnothorax (более 300 видов).

### Список видов
Некоторые виды рода:
- Leptothorax acervorum (Fabricius, 1793) (=Formica acervorum Fabricius, 1793, тип указан Bingham, 1903).typus
- Leptothorax ambiguus Emery, 1895
- Leptothorax athabasca Buschinger, A. & Schulz, A., 2008[2]
- Leptothorax buschingeri Kutter, 1967
- Leptothorax calderoni Creighton, 1950
- Leptothorax crassipilis Wheeler, 1917
- Leptothorax faberi Buschinger, 1983
- Leptothorax furunculus Wheeler, 1909
- Leptothorax goesswaldi (Kutter, 1967) (Doronomyrmex)
- Leptothorax gredleri Mayr, 1855
- Leptothorax kutteri (Buschinger, 1966) (Doronomyrmex)
- Leptothorax longispinosus Roger, 1863
- Leptothorax manni Wheeler, 1914
- Leptothorax muscorum (Nylander, 1846)
- Leptothorax oceanicus (Kuznetsov-Ugamsky, 1928)
- Leptothorax pacis (Kutter, 1945) (Doronomyrmex)
- Leptothorax palustris Deyrup & Cover, 2004
- Leptothorax paraxenus Heinze & Alloway, 1992
- Leptothorax pergandei Emery, 1895
- Leptothorax pocahontas (Buschinger, 1979) (Doronomyrmex)
- Leptothorax retractus Francoeur, 1986
- Leptothorax scamni Ruzsky, 1905
- Leptothorax sphagnicola Francoeur, 1986
- Leptothorax wilsoni Heinze, 1989